# Jüdischer Friedhof (Werdorf)

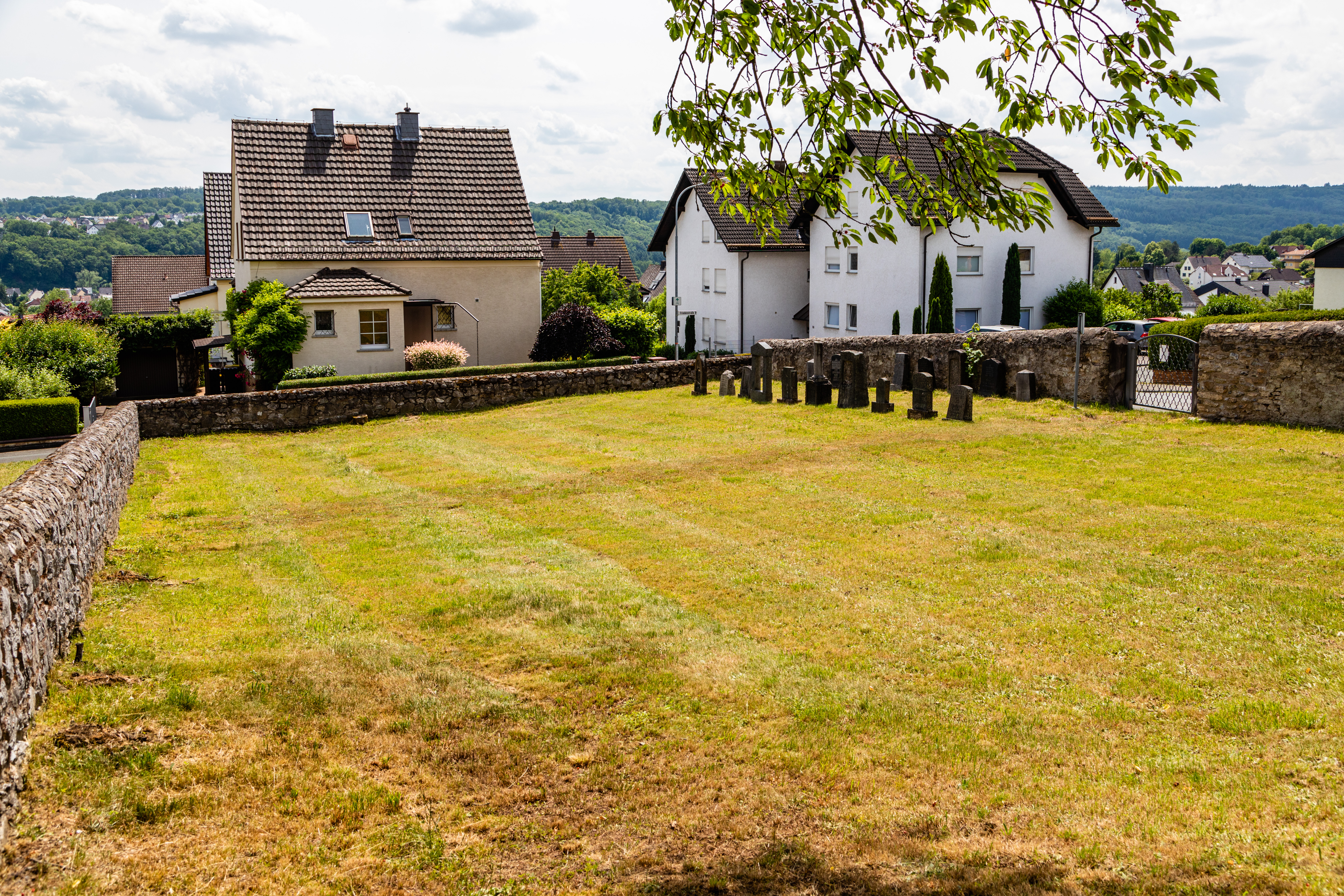
Jüdischer Friedhof Werdorf

Der Jüdische Friedhof Werdorf in Werdorf, einem Stadtteil der Kleinstadt Aßlar im mittelhessischen Lahn-Dill-Kreis in Hessen, befindet sich im nördlichen Teil von Werdorf entlang der Breitenbacher Straße an der Kreuzung mit der Friedenstraße und dem Finkenweg. Der örtliche Kinderspielplatz Finkenweg befindet sich in direkter Nachbarschaft der innerörtlichen Grünfläche.

## Beschreibung
Der jüdische Friedhof Werdorf wurde seit dem Jahr 1888 als Begräbnisstätte genutzt und wahrscheinlich in diesem Jahr, für einen älteren jüdischen Friedhof in der Nähe des alten Pfarrhauses, auch angelegt. Im Jahr 1894 schlossen sich die aus den Ortsgemeinden Ehringshausen und Werdorf stammten jüdischen Einwohner zu einem Friedhofsverband zusammen. Der Friedhof diente auch den verstorbenen jüdischen Einwohnern aus Kölschhausen als Begräbnisstätte.
In der NS-Zeit wurde einem Einwohner der alte jüdische Friedhof für 0,50 Mark pro m² verkauft und der neue Eigentümer ließ die vorhandenen Grabsteine zerstören, um auf dem Grundstück ein Haus zu errichten. Durch das Kriegsende wurde der Bau des Hauses und die weitere Zerstörung der jüdischen Grabsteine verhindert. Die verbliebenen Grabsteine wurden auf den heutigen Friedhof überführt und daher sind nicht alle aufgestellten Grabsteine mit den eigentlichen Gräbern verbunden. In der Zeit der Nutzung des Friedhofs im Zeitraum von 1888 bis 1941 sind insgesamt etwa 50 Personen bestattet worden.
Das Areal des Friedhofs besteht aus einer rechteckigen Fläche in Nord-Süd-Ausrichtung mit leichter Hanglage und wird von einer massiven Mauer aus Bruchsteinen umschlossen. Der Eingang zum Friedhof befindet sich im nördlichen Bereich an der Breitenbacher Straße und wird durch ein Tor aus Eisen verschlossen. Um den Friedhof herum wachsen in einer parkähnlichen Anlage einzelne Bäume.
Die Friedhofsfläche umfasst 10,20 Ar und ist im Denkmalverzeichnis des Landesamts für Denkmalpflege Hessen als Kulturdenkmal aus geschichtlichen Gründen eingetragen.